# Zonitoides elliotti
Zonitoides elliotti är en snäckart som först beskrevs av John Howard Redfield 1856.  Zonitoides elliotti ingår i släktet Zonitoides och familjen Zonitidae. Inga underarter finns listade i Catalogue of Life.